# PS Большой Медведицы
PS Большой Медведицы (лат. PS Ursae Majoris) — двойная затменная переменная звезда типа Алголя (EA) в созвездии Большой Медведицы на расстоянии приблизительно 3075 световых лет (около 943 парсеков) от Солнца. Видимая звёздная величина звезды — от +12,8m до +12,47m. Орбитальный период — около 9,272 суток.